# نظریه کالوزا–کلین
نظریه کالوزا-کلین (به انگلیسی: Kaluza-Klein theory) در فیزیک مدلی است که به دنبال یکپارچه‌سازی نیروهای بنیادی گرانش و الکترومغناطیس می‌باشد. این نظریه نخستین بار در سال ۱۹۲۱ انتشار یافت. این نظریه توسط ریاضیدانی به نام تئودور کالوزا که نسبیت عام را به فضازمان پنج بعدی گسترش داده بود، پیشنهاد شد. معادلات حاصل را می‌توان به مجموعه‌هایی از معادلات دسته‌بندی کرد که یکی از این دسته‌ها هم ارز معادلات میدان اینشتین است، دسته دیگری هم ارز معادلات ماکسول برای میدان الکترومغناطیسی است و دسته آخر نیز یک میدان نرده‌ای اضافی است که امروزه «رادیون» خوانده می‌شود.